# Чжунсяо-Дуньхуа (станция метро)
«Чжунсяо-Дуньхуа» (англ. Zhongxiao Dunhua; кит. 忠孝敦化) — станция линии Баньнань Тайбэйского метрополитена, открытая 24 декабря 1999 года в составе участка Наньган. Расположена между станциями «Мемориал Сунь Ятсена» и «Чжунсяо-Фусин». Находится на территории района Даань в Тайбэе.

## Техническая характеристика
«Чжунсяо-Дуньхуа» — однопролётная станция. На станции есть восемь выходов, из которых четыре оснащены эскалаторами и один — лифтом для пожилых людей и инвалидов.  30 августа 2014 года на станции были установлены автоматические платформенные ворота.